# Mormugão
Mormugão (em inglês: Mormugao) é uma taluca (grosso modo: um subdistrito ou município) que, em 2001, tinha 97 085 habitantes, sita no distrito de Goa Sul, estado de Goa, Índia. Sua sede é a cidade de Vasco da Gama, que cobre a totalidade do território da taluca.
O desenvolvimento de Mormugão é resultado do desenvolvimento do seu porto — a principal estrutura portuária daquele estado e um dos mais importantes da região — e da linha de caminho de ferro que o liga ao interior do continente. Além disso, o principal aeroporto goês está na área territorial da taluca, fazendo de Mormugão (e consequentemente de sua sede Vasco da Gama) a principal porta de entrada do estado de Goa.

## Geografia

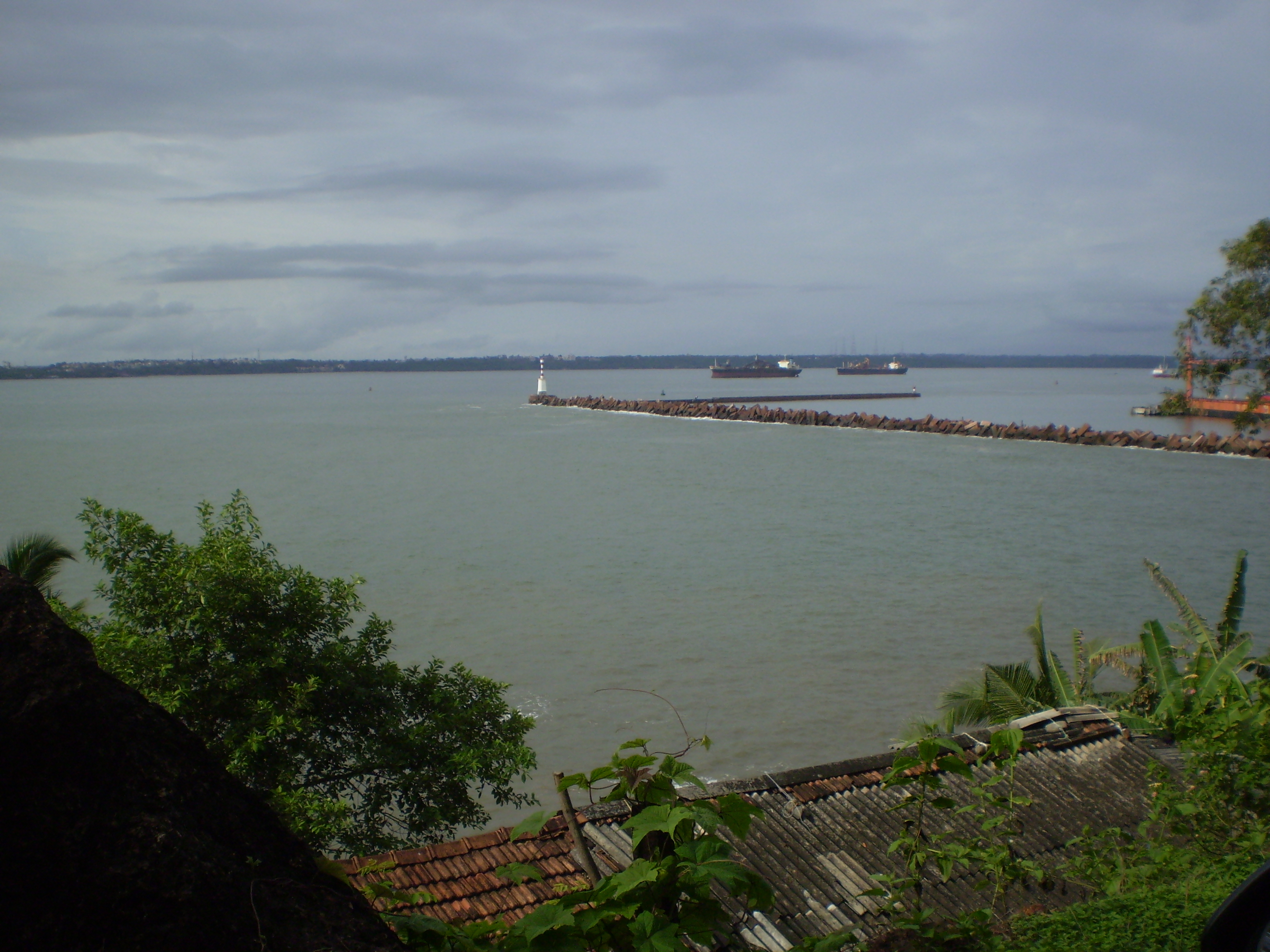
Quebra-mar do porto de Mormugão

A área territorial de Mormugão situa-se na península homónima a sul da cidade de Pangim, em um terreno pouco elevado, cercado pelas águas da baía de Mormugão, do rio Zuari e do mar Arábico.
Faz fronteira aquática ao norte, na baía de Mormugão, com a taluca de Tisuadi e a leste, já no rio Zuari, como a taluca de Pondá, e fronteira seca com a taluca de Salcete.
As ilhas Grande, Pequeno, São Jorge e Jacinto fazem parte do território da taluca.

### Demografia
Em 1900 a localidade tinha apenas 750 habitantes, sendo pois quase toda ela construída ao longo do século XX.
Aquando do censo de 2001, Mormugão tinha uma população de 97 085 habitantes, sendo 53% do sexo masculino. A taxa de literacia era de 75%, mais alta do que a média nacional de 59.5%: a literacia é de 80% para o sexo masculino e de 70% para o sexo feminino. Em Mormugão, 11% da população tem menos de 6 anos de idade.

## História
Quando os portugueses ocuparam aquela região da costa ocidental do subcontinente indiano no dealbar do século XVI fixaram-se na zona de Tisuadi, onde se desenvolveu aquilo que é hoje a Velha Goa. Com o adensar das ameaças à supremacia marítima portuguesa na região, foram construídos diversos fortes nas colinas circundantes a Goa, especialmente nas sobranceiras à costa. Foi por essa razão que em 1624 se iniciou a construção de uma fortaleza no promontório que domina a entrada sul da baía de Goa, nas proximidades do então pequeno porto de Mormugão. A Fortaleza de Mormugão passou a ser uma das mais importantes da Índia Portuguesa.
Os sultões de Bijapur, que dominavam Goa aquando da chegada dos portugueses, não desistiam de tentar a retomar, tentando por diversas vezes a sua invasão. A partir do segundo quartel do século XVII, a esta ameaça local vieram-se juntar os ataques holandeses dos quais resultou a perda da maior parte das possessões lusas no sul da Ásia: Molucas, Batticaloa, Trincomali, Galle, Malaca, Manar, Jaffna, Quiloa, Cochim e Cananor. Entre 1640 e 1643, os neerlandeses tentaram por diversas vezes conquistar Mormugão, mas foram sempre repelidos.
Em 1683, os portugueses corriam grave risco face à investida dos maratas. Uma derrota quase inevitável foi evitada pela retirada das forças maratas comandadas por Sambhaji, que se viu obrigado a levantar o cerco e partir em defesa da sua capital, então ameaçada pelo avanço das forças do Império Mugal comandadas pelo imperador Aurangzeb. O quase desastre convenceu o vice-rei Francisco de Távora a transferir a sede do seu governo para a formidável fortaleza de Mormugão.
Em 1685 os novos edifícios para o governo da Índia Portuguesa estavam em construção, tendo como director das obras o padre jesuíta Teotónio Rebelo. Na sua função de arquitecto, o jesuíta tentou evitar o estilo excessivamente ornamentado do tempo, optando por edifícios austeros e funcionais. Os edifícios então construídos ainda subsistem, tendo sido utilizados para diversas funções, desde palácio do governador a hotel.
Os vice-reis que sucederam a Francisco de Távora consideraram o local demasiado isolado e os edifícios excessivamente austeros, tendo voltada a instalar o governo na cidade de Goa e finalmente em 1843, na cidade de Nova Goa, que tinha como centro administrativo Pangim.
Durante o século XVIII diversas epidemias devastaram Mormugão, mas a partir dos finais daquele século as condições sanitárias melhoraram. Sendo um dos melhores portos naturais da costa ocidental indiana, a importância de Mormugão foi crescendo paulatinamente e tornou-se um importante centro de comércio, partilhado por portugueses e britânicos (que davam o nome de Marmagoa ao porto).

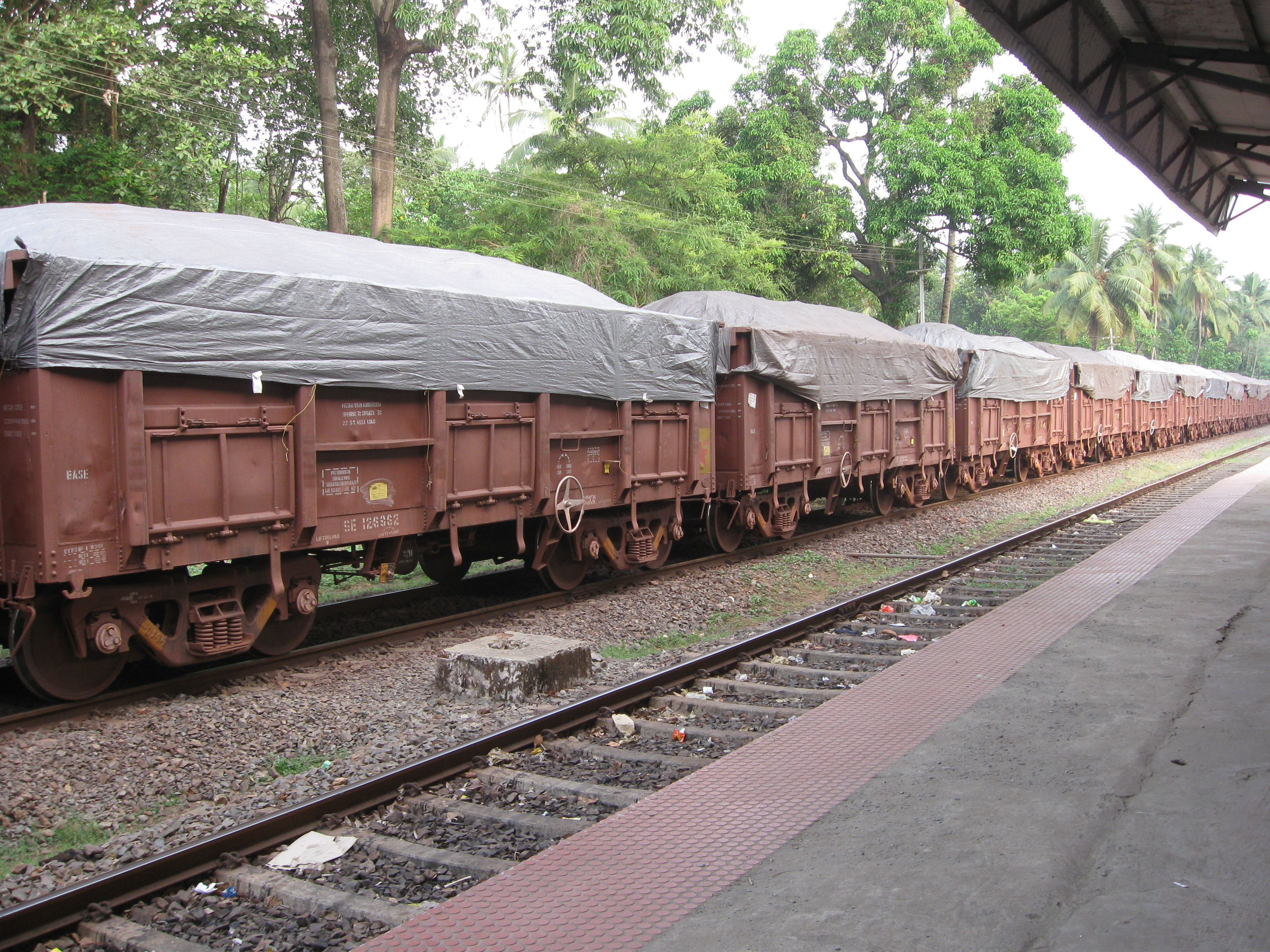
Vagões de minério de ferro a caminho do porto de Mormugão

Mormugão foi escolhido para terminal das linhas do Caminho de Ferro de Mormugão, de via estreita, construída na década de 1880 para ligar a colónia portuguesa à rede ferroviária da Índia Britânica. Por um preço fabuloso, uma empresa britânica, a Western India Portuguese Guaranteed Railways Company, modernizou o porto e construiu a linha ferroviária, obras que ficaram concluídas em julho de 1886.
Até o início do século XX, o município de Mormugão compunha-se uma grande quantidade de assentamentos pouco estruturados. Nisto, o governo português decidiu por apostar no desenvolvimento da cidade portuária e administrativa Vasco da Gama, planeada desde 1885. Esta nova sede municipal tornou-se uma cidade de património arquitetónico destacadamente colorido e elegante, formado por um conjunto de bairros onde viviam funcionários coloniais, comerciantes e emigrantes, com as suas escolas e clubes, incluindo alguns de inspiração britânica. Após a independência Vasco da Gama degradou-se muito, mas continua a ser uma área de excepcional interesse no Estado de Goa.
Foi no hotel instalado na fortaleza de Mormugão que ficaram os agentes britânicos que em 1943 destruíram os navios alemães que se encontravam no porto de Mormugão, então sob soberania portuguesa e por essa razão águas neutrais.

## Política
A taluca de Mormugão faz parte do círculo eleitoral de Goa Sul para a Câmara Baixa do Parlamento da União Indiana. A taluca de Mormugão é composta pelos círculos eleitorais, constituintes da Assembleia Legislativa de Goa, de Mormugão, Vasco da Gama, Dabolim e Cortalim.

## Economia
Desde que recebeu, em 1963, o estatuto de porto principal, na sequência da expulsão das forças portuguesas e da incorporação de Goa na União Indiana, Mormugão tem crescido fortemente, contribuindo em muito para o desenvolvimento do comércio marítimo da Índia. É na actualidade um dos maiores portos exportadores de minério de ferro, com um tráfego anual superior a 27,3 milhões de toneladas.